# Tom Goegebuer
Tom Richard Goegebuer (nascido em 27 de março de 1975) é um levantador de peso belga que compete nas categorias até 56 kg e 62 kg.
Competiu no halterofilismo nos Jogos Olímpicos de Verão de 2008 em Pequim, na categoria até 56 kg masculino e terminou em décimo terceiro com um total de 251 kg. Isto melhorou seu próprio recorde belga por 1 kg.
Participou de 18 campeonatos europeus entre 1999 e 2016 e de 12 campeonatos mundiais para seniores entre 1997 e 2015, nas categorias até 56, 59 e 62 kg. No Campeonato Europeu de 2008 ficou com a prata no geral na categoria até 56 kg, com um total de 244 kg.
No Campeonato Europeu de 2009 ganhou a medalha de ouro no geral na categoria até 56 kg, com total de 252 kg. Também ganhou bronze nos campeonatos europeus de 2010 e de 2013.
Nos Jogos Olímpicos de Verão de 2012 em Londres, terminou em décimo segundo com um total de 247 kg.
Representou a Bélgica na categoria até 56 kg masculino do halterofilismo nos Jogos Olímpicos de Verão de 2016, no Rio de Janeiro, Brasil, obtendo um total de 241 km.